# 白嘴鸦级护卫舰
白嘴鸦级（波蘭語：Gawron）或称621工程（波兰语：Projekt 621），原是波蘭海軍订购的一款多功能轻型护卫舰，2001年首舰开始铺设龙骨，但由于种种原因，该项目不得不在2012年2月终止，但在2013年10月重新建造，原计划在2016年正式作为巡逻舰服役。 2015年6月2日，護衛艦命名為“斯拉扎克”号（ORP Ślązak 241）并下水， 2019年11月28日，“斯拉扎克”号正式服役于波兰海军。

## Projekt 621级护卫舰的建造
2001年11月27日，Projekt 621的7艘多用途护卫舰建造合同签订。决定使用德国Meko A-100舰艇的现成设计，因此为他们购买了许可证。次日，即2001年11月28日，安放龙骨。但是，由于2002年12月国防部将白嘴鸦系列计划限制为只有一个单位，以及建造原型船的资金大幅减少，该系列的第一艘船的建造遇到了财务困难，因此该船的建造无法及时进行。2003年6月26日，签署了2001 年原始合同的附件，放弃了另外六艘船的选择权，这意味着订单仅限于一艘船隻。由于资金不足导致建设缺乏进展，2012年2月，总理决定完全关闭白嘴鸦护卫舰项目并出售未完成的原型车。然而，同年决定根据船体建造一个作战能力有限的巡逻部队。原型单元于2015 年作为巡逻舰下水，编号为Projekt 621M。船名从“白嘴鸦”改为“Ślązak”（波蘭語： Silesian）。
在取消时，第一艘船的船体已基本完工，耗资 4.02 亿兹罗提（约 1.3 亿美元），但装备它将额外花费10亿兹罗提（约3.2亿美元）。 一艘现有的白嘴鸦船体将在没有主要武器的情况下作为重型巡逻舰完成，成本为 1 亿兹罗提。 

## 同級舰
| 舰名       | 舷号 | 开工时间       | 下水时间     | 服役时间       | 状态   |
| ---------- | ---- | -------------- | ------------ | -------------- | ------ |
| 斯拉扎克   | 241  | 2001年11月28日 | 2015年6月2日 | 2019年11月28日 | 服役中 |
| 库贾维亚克 | 242  |                |              |                | 取消   |
| 克拉科瓦克 | 243  |                |              |                | 取消   |
| 马祖尔     | 244  |                |              |                | 取消   |
| 库尔普     | 245  |                |              |                | 取消   |
| 戈拉尔     | 246  |                |              |                | 取消   |
| 马佐夫舍   | 247  |                |              |                | 取消   |

## 后续修改
2013年，项目重启后“斯拉扎克”号被定义为巡逻舰。该舰的下水仪式和洗礼于2015年6月2日在格丁尼亚的海军造船厂举行。计划在2016年11月之前将“斯拉扎克”号移交给接收方，但在2016年宣布推迟几个月的建造。同年，“斯拉扎克”号开始安装主要武器装备，2017年安装了雷达和两门30毫米机炮。2018年1月，该船的建造工再次作暂停，2018年3月，该船由军备检查局由已经破产的MW造船厂的受托人接管，以便在新成立的波兰军备集团的造船厂內完成建造。2018年6月，军备检查局与波兰军备集团和波蘭海軍造船廠的财团签署了一项协议，以完成“斯拉扎克”号的建造、船舶测试以及交付和验收测试。 2019年11月8日，波蘭軍備集團和波蘭海軍造船廠在成功完成所有测试、造船和海试后，将“斯拉扎克”号移交给波兰海军，2019年11月28日，“斯拉扎克”号正式服役。